# Huernia pillansii
Huernia pillansii ist eine Pflanzenart aus der Unterfamilie der Seidenpflanzengewächse (Asclepiadoideae).

## Merkmale
Huernia pillansii bildet stammsukkulente, aufrecht stehende, gebüschelte Triebe, die bis etwa 18 cm hoch werden. Im Querschnitt sind sie (9) 10- 16 (- 24)-rippig und dicht mit kleinen Warzen besetzt. Die 2 bis 8 mm langen Blättchen stehen als weich Borste abgespreizt radial nach außen. Sie sind ausdauernd, aber meist ausgetrocknet. Die Blüten sind einzeln, mehr oder weniger nach oben gerichtet und sitzen auf einem relativ kurzen, 2 bis 8 mm langen Stiel. Die Kelchblätter messen 8,5 bis 12,5 mm. Die Blütenkrone ist außen gelblich bis bräunlich, innen cremefarben, gelblich bis leicht rötlich und mit kleinen, rötlichen Flecken versehen. Sie hat einen Durchmesser von 3 bis 5 cm und ist im inneren Teil glockig. Die Kronröhre variiert von cremefarben bis tiefrot. Die Kronenzipfel sind lang und zugespitzt (1,2 bis 2,2 cm × 0,5 bis 1 cm). Sie sind flach ausgespreizt oder nach außen gebogen und innen dicht mit etwa 1 mm hohen Papillen besetzt. Die Nebenkrone ist rot bis dunkelrot. Die interstaminalen Nebenkronenzipfel sind trapezförmig, die staminalen Nebenkronenzipfel sind abgeflacht und spitz zulaufend. Das Pollinium ist gelblich oder grünlich.

## Geographische Verbreitung
Die Art kommt der Republik Südafrika (Provinzen Ostkap und Westkap) vor.